# Respuesta a proteínas desplegadas
La respuesta a proteínas desplegadas (Unfolded Protein Response, UPR, en inglés) es una respuesta al estrés celular relacionado con el retículo endoplasmático. Es una respuesta al estrés que se conserva entre todas las especies mamíferas, así como en levaduras y gusanos. Este artículo se centra en la respuesta de los mamíferos.
La UPR se activa en respuesta a una acumulación de proteínas desplegadas o mal plegadas en el lumen del retículo endoplasmático. En este contexto, la UPR tiene dos objetivos principales: En un principio, recuperar el funcionamiento normal de la célula deteniendo la traducción de proteínas y activando las vías de señalización que permitan incrementar la producción de chaperonas moleculares involucradas en el plegamiento de las proteínas. Si la célula no consigue este primer objetivo en un cierto lapso de tiempo o si la anomalía persiste, la UPR se dirige hacia la apoptosis.

## Plegamiento de proteínas en el retículo endoplásmico

### Síntesis de proteínas
El término "plegamiento de proteínas" incluye todos los procesos involucrados en la producción de una proteína tras la síntesis de su correspondiente cadena polipeptídica por los ribosomas. Las proteínas destinadas a ser secretadas o clasificadas a otros orgánulos celulares, presentan una secuencia señal N-terminal que interactúa con la Partícula de Reconocimiento de la Señal (del inglés, Signal-recognition particle, SRP). La SRP dirige al complejo formado por ribosoma, RNA y polipéptido hacia la membrana del RE. Una vez que la secuencia se acopla al traslocador, la proteína continúa su traducción y la cadena polipeptídica lo atraviesa hasta el interior del ER. El plegamiento de las proteínas comienza tan pronto como el polipéptido entra al lumen, aunque la traducción del resto de polipéptido no haya terminado

### Plegamiento de proteínas y el control de calidad
Los pasos del plegamiento de proteínas engloban una gama de enzimas y chaperonas moleculares que coordinan y regulan reacciones, también requiere una serie de sustratos para que las reacciones tengan lugar. Los más importantes a destacar son la glicolisación en el extremo N y la formación de puentes disulfuro La N-glicosilación se produce tan pronto como la secuencia de la proteína pasa dentro del ER a través del translocón y es glicosilada con un azúcar constituyendo el ligando de unión para las lectinas . Favorecido por el entorno altamente oxidante del ER, las proteínas disulfuro isomerasas favorecen la formación de los enlaces disulfuro, que confieren estabilidad estructural a la proteína para soportar condiciones adversas tales como un pH extremo o la acción de enzimas digestivas. Los puentes disulfuro están relacionados con una serie de proteínas de la familia de las chaperonas ( calnexina y cadereticulina) cuya función es el mantenimiento de la estructura terciaria.
El ER es capaz de reconocer proteínas mal plegadas sin causar la interrupción del funcionamiento del ER. Los residuos de azúcares antes mencionados son el medio por el cual la célula controla el plegamiento de proteínas; como las proteínas mal plegadas están característicamente faltas de residuos de glucosa, esto sirve para la identificación y re-glicosilación por la enzima UGGT ( (UGT-glucose:glycoprotein glucosyltransferase). Si esto no funciona para restaurar el proceso normal de plegamiento, a los residuos hidrofóbicos "expuestos" de las proteína mal plegada se les une la proteína BiP/Grp78, una proteína miembro de la familia de las proteínas de shock térmico, Hsp70 deteniendo el camino de la proteína.
Cuando las circunstancias continúan causando el incorrecto plegamiento de una proteína, dicha proteína es reconocida como una posible amenaza para el propio funcionamiento del ER ya que éstas pueden agregar y acumularse. En ese caso, la proteína sigue la vía de degradación asociada al retículo endoplásmatico (ERAD). La chaperona EDEM guía la retrotransloción de la proteína mal plegada de vuelta al citosol en un complejo transitorio junto con PDI y BiP/Grp78. La vía de la ubiquitina-proteasoma produce una multi-ubiquitinación de la proteína, dejando a esta marcada para la degradación por los proteasomas citoplasmáticos.
El correcto plegamiento de las proteínas requiere un entorno altamente controlado de sustratos que incluye glucosa para mantener los requerimientos energéticos del funcionamiento de las chaperonas moleculares; el calcio, que es almacenado junto con las chaperonas moleculares residentes y; un tampón redox que mantiene un entorno oxidante requerido para la formación de enlaces disulfuro.
Sin embargo, cuando las circunstancias causan tal interrupción en el plegamiento de las proteínas que disminuye la capacidad de los mecanismos de regulación, la UPR es activada.

## Mecanismos moleculares implicados en la UPR

### El inicio de la UPR
La chaperona molecular BiP/GRP78 tiene una serie de funciones dentro del ER. Esta mantiene en estado inactivo a los receptores transmembrana específicos, asociados al inicio de la vía de señalización de la UPR, mediante su unión a los dominios del lumen del ER. Una sobrecarga de proteínas mal plegadas requiere más BiP/Grp78 disponible para unirse a las regiones hidrofóbicas expuestas de estas proteínas, y por consiguiente, BiP/Grp78 se disocia de estos receptores para satisfacer este requisito. Esta disociación del dominio de los receptores les permite activarse. PERK dimeriza con BiP en las células en resposo y oligomeriza en células estresadas.
Aunque este es el modelo aceptado tradicionalmente, se han planteado dudas sobre su validez. Se ha discutido sobre las evidencias estructurales y genéticas que sustentan el modelo ya que simplemente muestran que la disociación de Bip guarda correlación con la activación de Ire1 en realidad de cusarla específicamente. Un modelo alternativo propone que las proteínas desplegadas interactúan directamente con los dominios luminales de Ire1, produciendo la oligomerización y la autofosforilación.

### Funciones de la UPR
Los pasos iniciales de la activación de la UPR tienen dos funciones principales:
Atenuación de la Traducción y Detención del Ciclo Celular por el receptor PERK.
La activación de la UPR ocurre en cuestión de minutos a horas para evitar una sobrecarga de traducción en el ER. PERK (protein kinase RNA-like endoplasmatic reticulum kinase) se activa por oligomerización y se autofosforila. El dominio citosólico activado provoca la atenuación de la traducción directamente fosforilando la subunidad alfa que regula la iniciación de la máquina de traducción del mRNA, eIF2. Esto produce la atenuación de la traducción de la maquinaria proteica envuelta en el avance del ciclo celular deteniéndolo en la fase G1. La deficiencia de PERK puede tener un impacto muy fuerte en el estado fisiológico asociado al estrés del ER.
Aumento de la Síntesis de Proteínas Involucradas en la Función de la UPR.
La activación de la UPR también conlleva una regulación por incremento (upregulation) de las proteínas involucradas en el plegamiento de proteínas y ERAD, incluyendo mayor producción de BiP/Gep78. En última instancia esto aumenta los mecanismos moleculares de la célula por los que puede hacer frente a la carga de proteínas mal pelgadas. Estas proteínas receptoras han sido identificadas como:

• Inositol-requiring kinase, cuyo dominio luminal libre produce su dimerización y autofosforilación. El dominio activado es capaz de activar el mRNA del factor de transcripción XBP1 (Xbox Binding Protein, equivalente en los mamíferos de Hac1 en levaduras) por escisión y eliminación de un intrón de 25 pares de bases. El factor de transcripción activado produce la sobreexpresión de genes que regulan la UPR mediante la unión a sus correspondientes regiones promotoras en el núcleo. 

• ATF6 (Activating Transcription Factor 6) es un factor de transcripción de tipo cremallera de leucina.Tras la disociación de Bip/GRP78, esta proteína de 90 kDa se traslada al aparato de Golgi donde es escindida por proteasas para formar un factor de transcripción activo de 50 kDa que se traslada al núcleo. Éste se une "corriente arriba" de la región promotora de los genes sobreexpresados en la UPR.
El objetivo de esta respuesta es eliminar la acumulación de proteínas trasportadas al ER previniendo cualquier aumento del estrés para que el funcionamiento normal del ER pueda ser restablecido lo antes posible.
Si la vía de la UPR se activa de manera anormal, como cuando la obesidad produce estrés crónico del ER y está permanentemente activada, esto puede llevar a la insensibilidad al mecanismo de señalización de la insulina. Esto activa la señalización por estrés celular y la vía inflamatoria porque en condiciones anormales se interrumpe la homeostasis del ER.
Un efecto cascada del estrés ER es una disminución en la fosforilización por acción de la insulina de los residuos de tirosina del sustrato del receptor de insulina, IRS-1, por el receptor de la insulina. C-Jun N-terminal kinase, JNK, también se activa en presencia de niveles altos de IRE-1α autofosforilándose durante el estrés del ER. Posteriormente, JNK fosforila los residuos de serina de IRS-1 y, por lo tanto, inhibe la vía de señalización de la insulina. IRE-1α también recluta a TNF receptor-associated factor 2, TRAF2.. Esta cascada de quinasas que depende de IRE-1α y JNK media la inhibición de la acción de la insulina inducida por estrés del ER.
La obesidad proporciona crónicos estímulos celulares para la vía de UPR como resultado de las tensiones y deformaciones impuestas ER que no permiten recuperar la capacidad de respuesta celular normal para la señalización de la hormona insulina, por lo que los individuos tienen muchas posibilidades de desarrollar diabetes tipo 2.
Los músculos esqueléticos son sensibles al estrés fisiológico, así el ejercicio puede alterar la homeostasis del ER. Esto hace que la expresión de chaperonas del retículo que se induce por la UPR en respuesta al estrés del ER inducido por el ejercicio. La contracción muscular durante el ejercicio produce la liberación de calcio del retículo sarcoplásmico, SR, sistema ER del músculo esquelético. Este calcio luego interactúa con la calcineurina y la calcio calmodulina cinasa II que a su vez activan factores de transcripción. Estos factores de transcripción a continuación, proceder a alterar la expresión de genes regulados por el ejercicio muscular. PGC-1 alfa, un coactivador transcripcional, es un factor de transcripción clave que participa en la mediación de la UPR en una manera específica de tejido en los músculos esqueléticos por coactivating ATF6alpha. Por lo tanto, PGC-1 alfa se expresa en los músculos después de la práctica de ejercicio agudo y largo plazo. La función de este factor de transcripción es aumentar el número y la función de las mitocondrias, así como para inducir un cambio de fibras esqueléticas para frenar las fibras oxidativas musculares, ya que son resistentes a la fatiga. Por lo tanto, esta media la UPR vía cambios en los músculos que se han sometido a entrenamiento de resistencia, haciéndolos más resistentes a la fatiga y de protegerlos del estrés en el futuro.

### Inicio de la apoptosis
En condiciones de estrés prolongado, el objetivo de los cambios UPR, pasa de ser uno que promueve la supervivencia celular a uno que lleve a la célula a una vía de apoptosis. Río abajo de todas las proteínas de 3 vías del receptor de la UPR han sido identificados pro-apoptóticos. Sin embargo, el punto en el que se activa el 'interruptor a apoptósis' no se ha determinado todavía, pero es una consideración lógica que esta debe ser más allá de un cierto período de tiempo en el que la resolución de la tensión no se ha logrado. Los dos principales receptores de la UPR en cuestión son Ire1 y PERK. 

Mediante la unión con la proteína TRAF2, Ire1 activa una vía de señalización de JNK 14,, aunque no está claro cómo esta vía promueve la apoptosis. 
Aunque PERK produce un bloqueo de la traducción, ciertos genes pueden omitir este bloqueo. Un ejemplo importante es la proteína proapoptótica CHOP (CCAAT / potenciador de la proteína de unión proteína homóloga), el cual se expresa gracias a la mediación del factor de transcripción bZIP ATF4 (factor de transcripción activador 4) 15. CHOP bloquea a la proteína anti-apoptótica mitocondrial Bcl-2 16, lo que favorece la liberación del citocromo c y activación de la caspasa 3. Por otro lado, el eje ATF4/CHOP activa la ruta de receptores de muerte de TRAIL, lo cual puede causar activación de Bid o de la caspasa-8 y caspasa-3.

## Material de lectura adicional
1. Rubio-Elguindi, S., Cwiria, SE, Dower, WJ, Lipshutz, RJ, Sprang, SR, Sambrook, JF, Gething, MH (1993) Cell 75:.. 717-728
2. Brewer, J., Diehl, J. (2000) Proc Natl Acad EE.UU. 97 (23): 12625-30
3. Chen, X., Shen, J., Prywes, R. (2002) J. Biol. Chem. 277 (15): 13045-53
4. Cox, JS., Shamu, CE., Walter, P. (1993) Cell 73 (6): 1197-1206
5. Hammond, C., Braakman, I., Helenius, A. 1994 PNAS 91: 913-917
6. Harding, HP, Zhang, Y., Ron, D. (1999) Nature 397 271-4
7. Lee, AH., Iwakoshi, N., Anderson, K., Glimcher, L. (2003) Proc Natl Acad Sci EE. UU. 100 (17) 9946-51
8. Lee, AS (1987) Trends Biochem Sci 12 20 al 23
9. Machamer, CE., Amos, RW., Bole, DG,. Helenius, A., Rose, JK. (1990) J. Biol. Chem. 265 (12) 6.879 hasta 6.883
10. McCullough, K., Martindale, J., Klotz, L., Aw, T., Holbrook, N (2001) Mol Cell Biol 21: 1249-1259
11. Molinari, M. Galli, C., Piccaluga, V., Pieren, M., Paganetti, P. (2002) J Cell Biol 158 (2) 247-257
12. Mori, K., Ogawa, O., Kawahara, T., Yanagi, H., Yura, T. (2000) Proc Natl Acad Sci EE. UU. 97 4660 a 4665
13. Urano, F., Wang, X., Bertolotti, A., Zhang, Y., Chung, P., Harding, H., Ron, D (2000) Science 287 (5453) 664-666
14. Wang, XZ., Lawson, B., Brewer, JW, Zinszner, H., Sanjay, A., Mi, L., Boorstein, R., Kreibich, G., Hendershot, L. Ron., D. (1996) Mol Cell Biol. 16 (8) 4273-80
15. Welihinda, AA, Kaufman, RJ (1996) J. Biol. Chem. 271 (30) 18181-7
16. Yoshida, H., Haze, K., Yanagi, H., Yura, T. Mori, K. (1998) J. Biol. Chem. 273 (50): 33741-9

Peter Walter hablando de la UPR: https://web.archive.org/web/20120814002237/http://www.ibiomagazine.org/issues/august-issue/unfolding-the-upr.html
- Datos: Q14633900